# Tadsjikiske SSR
Den Tadsjikiske sovjetsocialistiske republik var en unionrepublik i Sovjetunionen i 1929-91.
Republiken blev oprettet 5. december 1929.
Den 9. september 1991 blev landet selvstændig under navnet Tadsjikistan
| Geografi/geologi | Spire Denne artikel om geografi er en spire som bør udbygges. Du er velkommen til at hjælpe Wikipedia ved at udvide den. |

38°32′00″N 68°46′00″Ø / 38.533333333333°N 68.766666666667°Ø